# Рікардія зігнута
Рікардія зігнута (Riccardia incurvata) — вид печіночників родини безжилкових (Aneuraceae).

## Поширення
Зареєстрований у Європі.